# Eretteo (Euripide)
Eretteo (in greco antico: Ἐρεχθεύς?, Erechtéus) è una tragedia di Euripide oggi perduta, ad eccezione di 25 frammenti.

In questa tragedia, come nelle Supplici e negli Eraclidi, Euripide sceglie un soggetto di sapore fortemente patriottico, mettendo in scena un mito delle origini ateniesi in un momento in cui si preparavano i progetti di ripresa dei lavori all'edificio che avrebbe riunito ritualmente la veneranda statua di Atena Poliade e il recinto comune di Poseidone Eretteo: tutto ciò era richiamato nel dramma, imperniato tutto sulla religione civica ateniese e, dunque, decisamente politico.

## Trama
Nel prologo, Poseidone racconta come, da Chione, figlia di Borea e Orizia, avesse avuto Eumolpo, divenuto poi re di Tracia. Il dio raccontava, poi, forse, come avesse spinto il figlio ad invadere Atene per vendicare il padre di aver perso la città nella sfida con Atena, preferitagli dagli abitanti della città come patrona. Appare, poi, Eretteo, re della città, di ritorno da Delfi, dove ha ricevuto il responso di immolare una delle sue figlie per vincere i Traci.
Dopo la parodo, di cui non restano frammenti sicuri, il re incontra un araldo dei Traci, che esponeva le rivendicazioni del suo popolo e, in seguito, discute con la moglie Prassitea a proposito del responso oracolare.
Nel secondo episodio, Eretteo reincontrava la moglie, disperata nell'obbedire all'oracolo; eppure alla fine essa, pur con la morte nel cuore, acconsentiva a sacrificare una delle sue tre figlie per la patria, come spiegava in una lunga tirata:
nulla è più bello agli occhi dei mortali.

Se poi li fa, ma lento... non si addice!

Io sì, darò mia figlia perché muoia,

per più d'una ragione. Innanzi tutto,

non puoi trovar città miglior di questa,

con gente — questo è il punto — non straniera,

autoctona. Le altre città le popolano

come con mosse di pedine al gioco,

introdotte da fuor, da questo o quello!

Ma chi, da una città, altra ne popola

è una giuntura fatta mal su una trave:

cittadino a parole e non di fatto.

Lo scopo, poi, dell'aver figli è questo:

aver salva la patria coi suoi altari.

Un nome solo ha la città, ma molti

cittadini. Debbon perir, se una

ne posso dar che muoia al loro posto?

Se contar so e il più dal men distinguo,

la casa rovinata di uno solo

nè conta o è pari a una città in rovina

Se avessi in casa, anziché figlie, un maschio

e lambisse la città fuoco nemico,

gli avrei mai risparmiato quella guerra,

morte temendo? No, vorrei, piuttosto,

figli guerrieri. Spicchino tra i maschi,

non sian nella città vuote parvenze!

Ché quando lacrime di madri scortano

figli in guerra, il languor s'insinua in molti.

Odio le donne che, anziché il bene,

scelsero il mal, dei figli per premura

Ma è quando i figli muoiono in battaglia

che essi han, con molti, tomba e pari gloria!

Mia figlia, poi, per la città immolata,

sola godrà indivisa una corona.

Alla sua madre, a te, e alle due sorelle

darà salvezza. È forse sconveniente?

Darò chi solo per natura è figlia,

perché per la città venga immolata.

Presa la patria, han senso forse i figli?

Per quanto è in me: non tutto sarà salvo?

Altri non regneran sulla città salvata?

Quel che più conta per il ben comune,

non avverrà che, contro al mio volere,

sovverta alcun le leggi antiche avite.

Né, anziché olivo o Gorgone dorata,

coronerà il tridente sulla rocca

Eumolpo con il popolo suo tracio,

sicché d'onor svilita resti Palla.

Sfruttate i figli miei, o cittadini,

salvatevi e vincete, chè, per una

vita, non perderò questa città.

Patria mia, magari quanti t'abitano

del mio amor t'amassero. Facilmente

vivremmo in te al riparo d'ogni male.

Amo i figli, ma la patria ancor di più!»
(Eretteo, frr. 12-13 Jouan-Van Looy - trad. M. Sonnino)
E una delle ragazze veniva, infine, convinta all'estremo sacrificio per Atene, parata dalla madre come per un rituale processionale.
Eretteo, intanto, prima di scendere in campo, incontrava il suo erede, nominato figlio adottivo nel caso morisse in battaglia. Un messaggero, infine, prima dell'inizio della battaglia, riferiva dell'eroica morte della figlia del re, seguita dal suicidio delle sorelle: a quel punto, in un celebre stasimo, il coro esprimeva il desiderio di vedere la fine della guerra e lo stabilirsi di una pace propizia al lavoro e alle gioie della tranquillità:
e in tranquillità, a candida vecchiaia unito,

possa io cantare, di ghirlande il capo incoronato.

Appeso il tracio scudo dentro al tempio

d'Atena incolonnato,

possa io trar possa dalle pagine

delle tavolette

la gloria che fa celebri i sapienti.»
(Eretteo, fr. 21 Jouan-Van Looy, in Stobeo, IV 14- trad. A. D'Andria)
A questo punto, ci restano 119 versi in un papiro, che ci offrono un ampio squarcio del finale della tragedia: i vecchi del coro, insieme a Prassitea, attendendo l'esito della battaglia, esprimono angoscia, finché compare un secondo nunzio, che informa la regina della vittoria di Eretteo, che, comunque, è caduto nel combattimento, fatto sprofondare sottoterra dal tridente di Poseidone, furioso contro il sovrano che gli ha ucciso il figlio Eumolpo. A questo punto, i corpi delle tre principesse sono portati in scena, pianti da Prassitea e dal coro, disperati anche perché il dio del mare, per vendetta, ha inondato la piana di Atene e minaccia di far crollare il palazzo reale con un terremoto.
Compare, però, ex machina, Atena, che con dure parole intima a Poseidone di cessare la sua vendetta: 
o Poseidone marino, e di non sovvertir la terra

e non devastare l'amata città mia!

Non t'è bastata una sola vittima?

Non m'hai a sufficienza afflitto l'anima

ricoprendo sotto terra Eretteo?»
(Eretteo, fr. 22 Jouan-Van Looy, vv. 55-60. - trad. A. D'Andria)
La dea si rivolge, poi, a una disperata Prassitea per ordinarle di seppellire le figlie, che saranno onorate come "Dee Giacintidi" in cerimonie annuali, mentre Eretteo riceverà un santuario nel cuore della città e Prassitea stessa sarà sacerdotessa di Atena Poliade.